# قائمة المسؤولين الأميركيين الذين استقالوا بسبب دعم بايدن لإسرائيل في حرب غزة
استقال عدد من الموظفين الأميركيين، بما في ذلك مسؤولون عملوا بشكل وثيق في مجال تجارة الأسلحة وسياسة حقوق الإنسان، بسبب استمرار إدارة بايدن في نقل الأسلحة إلى إسرائيل لاستخدامها في حربها في غزة. استقالت مجموعة من الموظفين وسط غضب في البلاد بسبب دعم بايدن لإسرائيل.
في بيان مشترك بعنوان "الخدمة في المعارضة"، كتب المسؤولون المستقيلون أن "الغطاء الدبلوماسي الأمريكي لإسرائيل، وتدفق الأسلحة المستمر إليها، قد ضمنا تواطؤنا الذي لا يمكن إنكاره في عمليات القتل والتجويع القسري للسكان الفلسطينيين المحاصرين في غزة. هذا ليس فقط أمرًا مستهجنًا أخلاقيًا ويمثل انتهاكًا واضحًا للقانون الإنساني الدولي والقوانين الأمريكية، بل إنه أيضًا وضع أمريكا في موقف مستهدف." صرّح مسؤولون مستقيلون تحدثوا إلى شبكة سي إن إن أن زملاءهم السابقين، الذين لم تُكشف أسماؤهم ولم يتم تأكيد تعيينهم، شعروا بنفس الشعور، لكنهم لم يستطيعوا تحمل تكاليف الاستقالة. وشمل المسؤولون ليلي جرينبيرج كول، وهاريسون مان، وهالة رهاريت، ومريم حسنين، ومحمد أبو هاشم، ورايلي ليفرمور، وألكسندر سميث، وستيسي جيلبرت، وآنا ديل كاستيلو، وأنيل شيلين، وطارق حبش، وجوش بول ‏، وأندرو ميلر.

## الخلفية
ودعا النقاد بايدن إلى تجميد مبيعات الأسلحة الأمريكية كوسيلة ضغط على إسرائيل لوقف عملياتها العسكرية. يحظر قانون ليهي تقديم المساعدة للوحدات العسكرية الأجنبية المتورطة في جرائم، وينص القسم 620 (I) من قانون المساعدات الأجنبية على أنه لا يجوز تقديم أي مساعدة لأي حكومة "تحظر أو تقيد بشكل مباشر أو غير مباشر نقل أو تسليم المساعدات الإنسانية للولايات المتحدة".
في نوفمبر 2023، وقع أكثر من 1000 مسؤول في الوكالة الأمريكية للتنمية الدولية على رسالة مفتوحة يطلبون فيها من بايدن الدعوة إلى وقف إطلاق النار.

## المسؤولون المستقيلون

### مكالمة ليلي غرينبرغ
كانت ليلي جرينبيرج كول، المساعدة الخاصة لرئيس أركان وزارة الداخلية الأمريكية، أول سياسية يهودية تستقيل احتجاجًا على دعم الولايات المتحدة لإسرائيل في حرب غزة. وكتبت أنها استقالت لأنها "كيهودية لا تستطيع أن تؤيد كارثة غزة". وأدانت بايدن في تعليقاتها، بما في ذلك تعليق حذر فيه من أنه "لن يكون هناك يهودي في العالم آمن" بدون إسرائيل. "إنه يجعل من اليهود واجهة لآلة الحرب الأمريكية. وهذا خطأ جسيم".

### هاريسون مان
في مايو/أيار 2024، أعلن الضابط في الجيش الأميركي هاريسون مان أنه ترك الجيش ووكالة استخبارات الدفاع في نوفمبر/تشرين الثاني السابق بسبب "الإصابة الأخلاقية" الناجمة عن دعم الولايات المتحدة لإسرائيل في حرب غزة والأضرار التي لحقت بالفلسطينيين. وقال إنه ظل صامتًا لعدة أشهر بشأن أسباب استقالته بسبب الخوف. وقال مان إنه شعر بالخجل والذنب لمساعدته في تعزيز السياسة الأميركية التي قال إنها ساهمت في القتل الجماعي للفلسطينيين.. "إن السياسة التي لم تكن بعيدة عن ذهني طيلة الأشهر الستة الماضية هي الدعم غير المشروط تقريباً لحكومة إسرائيل، التي مكنت وعززت قتل وتجويع عشرات الآلاف من الفلسطينيين الأبرياء"، كما كتب.

### هالة رهاريت
استقالت هالة رهاريت، الدبلوماسية الأمريكية ومسؤولة الخدمة الخارجية المخضرمة والمتحدثة باسم وزارة الخارجية لشؤون الشرق الأوسط وشمال أفريقيا، في 25 أبريل/نيسان 2024 احتجاجا على السياسة الأمريكية في غزة. وأضافت "إن المزيد من القنابل والمزيد من القتل ليس هو الحل".

### مريم حسنين
مريم حسنين، التي كانت مساعدة خاصة لوزارة الداخلية، استقالت من وظيفتها في 2 يوليو/تموز 2024. وانتقدت بشدة سياسة بايدن الخارجية، واصفةً حرب إسرائيل على مختلف الفصائل الفلسطينية بـ"الإبادة الجماعية". وكتبت: "عندما شاركتُ أنا وعائلتي، إلى جانب مسلمين وعرب أمريكيين آخرين، في التصويت للرئيس بايدن عام 2020، كان ذلك لأن حملة بايدن وعدت بالعدالة. لقد تبددت هذه الوعدات والثقة بالإدارة".

### محمد أبو هاشم
أعلن محمد أبو هاشم، وهو أمريكي من أصل فلسطيني، في يونيو/حزيران أنه سينهي خدمته التي استمرت 22 عامًا في القوات الجوية الأمريكية. وقال إنه فقد أقارب له في غزة خلال الحرب الدائرة، ومنهم عمته التي قُتلت في غارة جوية إسرائيلية في أكتوبر/تشرين الأول. وفي مقابلة مع صحيفة واشنطن بوست، قال إنه كان "مؤثراً للغاية" بالنسبة له أن يعرف أن "كمية القنابل التي يتم توريدها لإسرائيل كانت سبب وفاتها".

### رايلي ليفرمور
أعلن رايلي ليفرمور، المهندس السابق في القوات الجوية الأمريكية، في منتصف يونيو/حزيران 2024 استقالته. وقال: "لا أريد العمل على مشروع يمكن أن ينقلب عليه ويُستغل لقتل الأبرياء".

### ألكسندر سميث
قال ألكسندر سميث، وهو متعاقد مع الوكالة الأميركية للتنمية الدولية، إنه اضطر إلى الاختيار بين الاستقالة أو الفصل من العمل بعد إعداد خطاب حول وفيات الأمهات والأطفال بين الفلسطينيين، والذي ألغته الوكالة الأميركية للتنمية الدولية قبل وقت قصير من إلقائه. وفي رسالة استقالته، كتب: "لا أستطيع القيام بعملي في بيئة لا يمكن فيها الاعتراف بأشخاص محددين كبشر بشكل كامل، أو حيث تنطبق مبادئ النوع الاجتماعي وحقوق الإنسان على البعض، ولكن ليس على الآخرين، اعتمادًا على عرقهم".

### ستايسي جيلبرت
استقالت ستايسي جيلبرت، المسؤولة في وزارة الخارجية والتي تتمتع بخبرة تزيد عن 20 عامًا في التعامل مع أزمات اللاجئين، في مايو/أيار 2024 عقب صدور تقرير مشترك بين وزارتي الخارجية والدفاع إلى الكونجرس والذي خلص إلى أن إسرائيل لا تمنع المساعدات الإنسانية. كان جيلبرت، المستشار المدني والعسكري الكبير في مكتب اللاجئين بوزارة الخارجية، أحد الخبراء المتخصصين الذين صاغوا التقرير الذي طلبه البيت الأبيض (مذكرة الأمن القومي رقم 20، "NSM-20"). قامت وزارة الخارجية بإزالة الخبراء المتخصصين في الموضوع من التقرير في نهاية أبريل 2024، واطلع جيلبرت على التقرير النهائي عندما تم تقديمه إلى الكونجرس في 10 مايو 2024. ورغم أن التقرير كان أول اعتراف رسمي بأن الحكومة الأميركية تعتقد أن إسرائيل تستخدم أسلحة أميركية تتعارض مع القانون الإنساني الدولي (المعروف أيضاً بقانون النزاعات المسلحة)، فإن التقرير خلص في النهاية إلى أن إسرائيل لم تكن تمنع المساعدات الإنسانية. وقال جيلبرت إن هذا يتناقض مع ما كانت المنظمات الإنسانية العاملة في غزة وخبراء الحكومة الأميركية أنفسهم يصدرون تقارير عنه منذ أشهر. وبحسب جيلبرت، فإن وزارة الخارجية توصلت إلى هذا الاستنتاج "الواضح والكاذب" لتجنب تفعيل قانون أميركي آخر، وهو المادة 620I، التي تلزم الولايات المتحدة بوقف نقل الأسلحة إلى بلد ما إذا تبين أن هذا البلد يعيق المساعدات الإنسانية. وفي رسالة استقالتها قالت: "مع تصاعد الموت والمرض والنزوح والدمار في غزة، فإن هذا التقرير سوف يطاردنا".

### آنا ديل كاستيلو
غادرت آنا ديل كاستيلو، نائبة مدير مكتب الإدارة والميزانية في البيت الأبيض، منصبها في أبريل/نيسان 2024، لتصبح أول مسؤولة معروفة في البيت الأبيض تترك الإدارة بسبب سياسة غزة.

### أنيل شيلين
استقالت المسؤولة في وزارة الخارجية أنيل شيلين في مارس 2024 من مكتب الديمقراطية وحقوق الإنسان والعمل التابع لوزارة الخارجية، معارضةً لسياسات بايدن تجاه إسرائيل، قائلةً إن إدارة بايدن تنتهك القانون الأمريكي من خلال الاستمرار في تسليح إسرائيل وإخفاء الأدلة التي رأتها الولايات المتحدة على انتهاكات إسرائيل لحقوق الإنسان. وقالت إنها تعتقد أن إسرائيل تنتهك بشكل واضح "العديد من القوانين وانتهكت العديد من هذه الحدود". وكثيراً ما تناقضت شيلين مع التصريحات العامة للحكومة، مشيرة إلى "أنني لا أتوقع أن نشهد تحولاً حقيقياً". وقالت إنها لا تستطيع خدمة حكومة "تسمح بمثل هذه الفظائع".

### طارق حبش
استقال طارق حبش، المعين سياسياً في وزارة التعليم، في 4 يناير 2024 احتجاجاً على تعامل بايدن مع حرب غزة، قائلاً إن حكومة الولايات المتحدة "لا تقدر كل حياة بشرية على قدم المساواة". وجاءت استقالته بعد أن بذل هو وآخرون "كل ما يمكن تصوره" لتفعيل النظام لتسجيل احتجاجاتهم لدى قادة الحكومة. لا أستطيع الصمت بينما تغض هذه الإدارة الطرف عن الفظائع المرتكبة ضد أرواح الفلسطينيين الأبرياء، فيما وصفه خبراء بارزون في مجال حقوق الإنسان بحملة إبادة جماعية شنتها الحكومة الإسرائيلية. وهو على الأقل ثاني مسؤول وأول شخص معروف من أصل فلسطيني يستقيل احتجاجًا على رد الفعل الأمريكي على الحرب.

### جوش بول
استقال جوش بول، وهو مسؤول كبير في وزارة الخارجية متخصص في نقل الأسلحة، في أكتوبر/تشرين الأول بعد أن صرح بأن الحكومة الأميركية تواصل بيع الأسلحة لإسرائيل على الرغم من سجلها في انتهاكات حقوق الإنسان. وباعتباره مدير مكتب الشؤون العسكرية والسياسية بوزارة الخارجية، فقد وصف دعم واشنطن لحرب إسرائيل بأنه "دعم أعمى". ووصف سياسة بايدن بأنها مؤيدة "للوضع الراهن للاحتلال" وسياسة "قصيرة النظر ومدمرة وغير عادلة" "لن تؤدي إلا إلى المزيد من المعاناة العميقة للشعبين الإسرائيلي والفلسطيني – وهي ليست في المصلحة الأمريكية على المدى الطويل".

### أندرو ميلر
وفقًا لصحيفة واشنطن بوست، كان أندرو ميلر، مساعد وزير الخارجية للشؤون الإسرائيلية الفلسطينية، منتقدًا لنهج بايدن "المُجامِل" تجاه إسرائيل خلال حرب غزة. استقال في يونيو/حزيران 2024.

### مايك كيسي
يقول مايك كيسي، المسؤول السابق في وزارة الخارجية الذي استقال في يوليو/تموز بسبب ما وصفه بالدعم الثابت من جانب الحكومة الأميركية لإسرائيل على الرغم من عمليتها العسكرية المدمرة في قطاع غزة، إن الحكومة الأميركية تسعى إلى تحقيق مصالح إسرائيل أكثر من مصالحها الخاصة. وقال في مقابلة مع الجزيرة: "نحن نتجاهل معاناة الفلسطينيين. ونقبل رواية الحكومة الإسرائيلية للأحداث حتى لو كنا نعلم أنها غير صحيحة، ونسعى حقًا لتحقيق مصالح إسرائيل. نحن لا نسعى لتحقيق مصالحنا الخاصة."